# En attendant Dali
Pour plus de détails, voir Fiche technique et Distribution.
En attendant Dali (titre original : Esperando a Dalí) est un film espagnol co-écrit et réalisé par David Pujol, sorti en 2023.

## Synopsis
En 1974 à Barcelone, durant les dernières années de la dictature de Franco, Fernando et Alberto sont deux frères travaillant dans les cuisines du Septime, le meilleur restaurant français de la ville. Le talent créatif de Fernando ne peut complètement s'exprimer car il se heurte aux conventions de la gastronomie d'un établissement étoilé au guide Michelin. Mais l'engagement politique d'Alberto les oblige à fuir la ville. Leur ami François leur propose alors de se rendre dans le village balnéaire de Cadaqués où sa compagne Lola a un club de plongée et Jules, le père de Lola, tient un restaurant sur la plage. Jules est obsédé par l'œuvre de Salvador Dalí, qui habite ce village mais refuse de se rendre dans son restaurant à moins d'être payé d'une somme exhorbitante. Jules accepte d'engager Fernando et Alberto dans ses cuisines, sans avoir la moindre idée du talent de Fernando. Chaque jour, il va traquer le célèbre artiste jusqu'en mer pour tenter de lui faire goûter sa bouillabaisse. Pendant ce temps, face à la police locale qui voit d'un mauvais œil les activités pacifistes d'une bande de hippies menée par François, ce dernier va les entrainer dans ses actions révolutionnaires.

## Fiche technique
Sauf indication contraire, les informations mentionnées dans cette section peuvent être confirmées par la base de données cinématographiques IMDb,  présente dans la section « Liens externes ».
- Réalisation : David Pujol
- Scénario : Miguel García Navarrete, David Pujol
- Production : Fishcorb Films, Arlong Productions, Constant Production
- Montage : Jordi Muñoz
- Musique : Pascal Comelade
- Direction artistique : Laia Serra
- Costumes : Anna Aguilà
- Budget :
- Pays de production :  Espagne
- Langues originales : espagnol, français, catalan
- Genre : comédie dramatique
- Durée : 114 minutes
- Dates de sortie : Espagne : 7 mars 2023 (Festival de Malaga)[1], 14 juillet 2023 (sortie nationale)

## Distribution
- José Garcia : Jules
- Ivan Massagué : Fernando
- Clara Ponsot : Lola
- Nicolas Cazalé : François
- Pol López : Alberto
- Alberto Lozano : Luis
- Varvara Borodina : Lesya
- Francesc Ferrer : Tonet
- Vicky Peña Candela : Gala
- Paco Tous	 : Teniente Garrido
- José Ángel Egido : Arturo Caminada
- Bruno Raffaelli : Pierre
- Pep Cruz : Rafa
- Gal Soler : Salvador Dalí
- Anna Vicens : Rosita
- Yannik Mazzilli : Jean
- Guillem Balart : Miguel
- Isabelle Brès : Juliette
- Xavier Capdet : Pere
- Martí Salvat : compagnon 1
- Pablo Macho : compagnon 2
- Christian Stamm : client français
- Genís Campillo : Josep Rafa's
- Carlos Conde : cuisinier du Septime
- Carles Gilabert : cuisinier du Septime